# Herman Choufoer
Herman Choufoer (L'Aia, 6 maggio 1916 – 1º maggio 2001) è stato un calciatore olandese, di ruolo difensore.

## Carriera
A livello di club, Herman Choufoer ha giocato nelle file dell'ADO Den Haag, con cui ha vinto due campionati olandesi. Ha giocato anche una partita con la maglia della Nazionale olandese il 31 marzo 1940 a Rotterdam contro il Lussemburgo.

## Statistiche

### Cronologia presenze e reti in Nazionale
| Cronologia completa delle presenze e delle reti in nazionale ― Paesi Bassi | Cronologia completa delle presenze e delle reti in nazionale ― Paesi Bassi | Cronologia completa delle presenze e delle reti in nazionale ― Paesi Bassi | Cronologia completa delle presenze e delle reti in nazionale ― Paesi Bassi | Cronologia completa delle presenze e delle reti in nazionale ― Paesi Bassi | Cronologia completa delle presenze e delle reti in nazionale ― Paesi Bassi | Cronologia completa delle presenze e delle reti in nazionale ― Paesi Bassi | Cronologia completa delle presenze e delle reti in nazionale ― Paesi Bassi |
| Data                                                                       | Città                                                                      | In casa                                                                    | Risultato                                                                  | Ospiti                                                                     | Competizione                                                               | Reti                                                                       | Note                                                                       |
| -------------------------------------------------------------------------- | -------------------------------------------------------------------------- | -------------------------------------------------------------------------- | -------------------------------------------------------------------------- | -------------------------------------------------------------------------- | -------------------------------------------------------------------------- | -------------------------------------------------------------------------- | -------------------------------------------------------------------------- |
| 31-3-1940                                                                  | Rotterdam                                                                  | Paesi Bassi                                                                | 4 – 5                                                                      | Lussemburgo                                                                | Amichevole                                                                 | -                                                                          |                                                                            |
| Totale                                                                     |                                                                            | Presenze                                                                   | 1                                                                          |                                                                            | Reti                                                                       | 0                                                                          |                                                                            |

## Palmarès
- Campionati olandesi: 2

ADO Den Haag: 1941-1942, 1942-1943